# Castelo de Bratislava

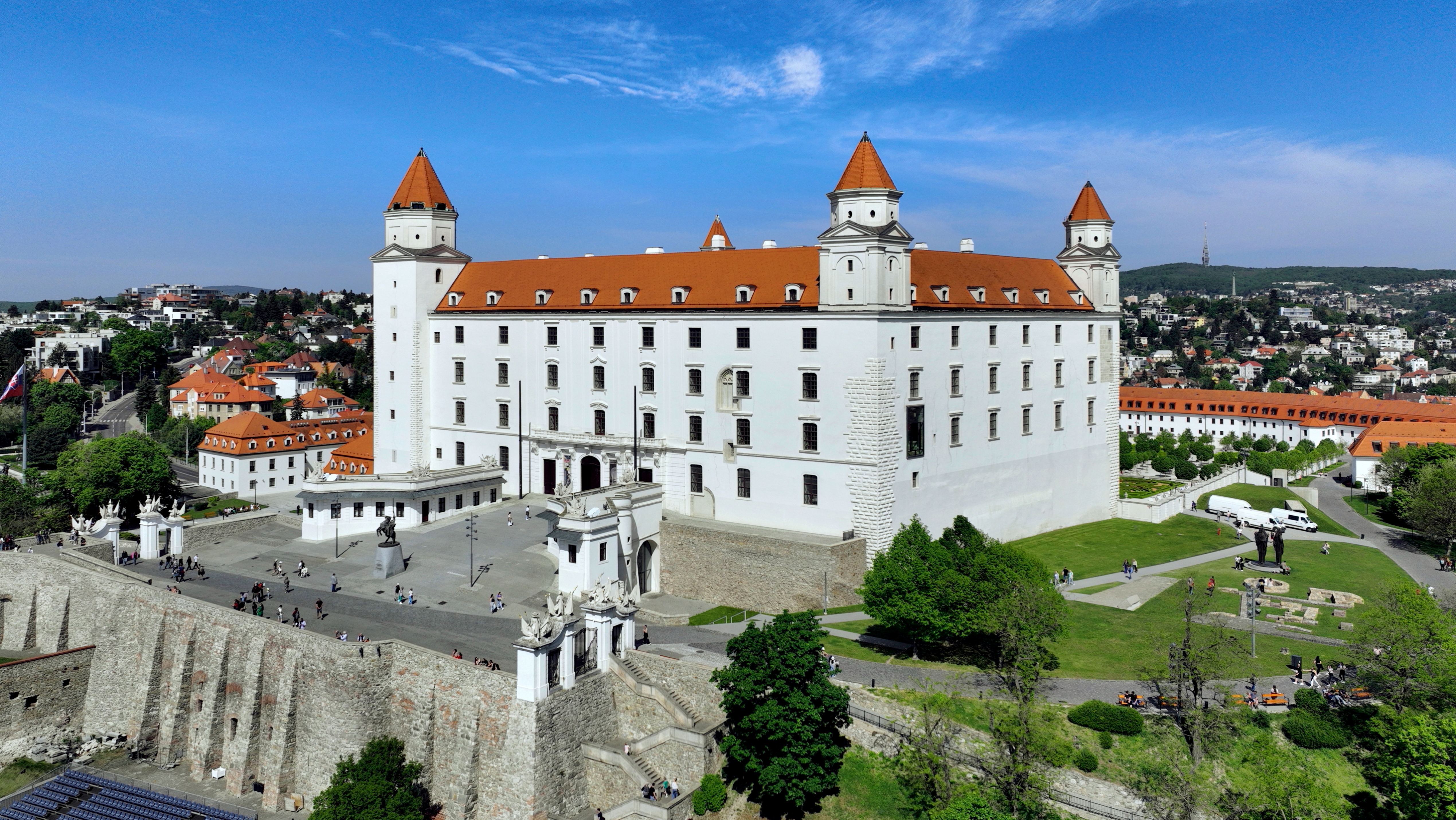
Castelo de Bratislava, Eslováquia

O Castelo de Bratislava localiza-se no centro histórico da cidade de mesmo nome, capital da Eslováquia.
No alto de uma colina, em posição dominante sobre o rio Danúbio, a sua construção iniciou-se no século X.
Atualmente é a residência oficial do presidente da República.
As suas quatro torres nos vértices são consideradas o símbolo da cidade.